# Jamides poliamus
Jamides poliamus är en fjärilsart som beskrevs av Hans Fruhstorfer 1915. Jamides poliamus ingår i släktet Jamides och familjen juvelvingar. Inga underarter finns listade i Catalogue of Life.